# Chasmanthera welwitschii
Chasmanthera welwitschii är en tvåhjärtbladig växtart som beskrevs av Georges M.D.J. Troupin. Chasmanthera welwitschii ingår i släktet Chasmanthera och familjen Menispermaceae. Inga underarter finns listade i Catalogue of Life.